# Coupe des îles Féroé de football 1972
Navigation
Løgmanssteypið 1971 Løgmanssteypið 1973
La Coupe des Îles Féroé 1972 de football est la 18e édition de la Løgmanssteypið (Trophée du Premier Ministre). 
La finale du tournoi se dispute à Tórshavn au stade Gundadalur.
Le HB Tórshavn fut le vainqueur. C'est le dixième titre du club.

## Format
Prenant place entre les mois de mai à septembre 1972, la compétition se décompose en trois phases allant du premier tour jusqu'à la finale. Seules les équipes de Meistaradeildin 1972 (Division des Champions) participèrent à la compétition.

## Clubs participants
| \| B36 HB ÍF KÍ TB VBV \| Localisation des clubs engagés dans la coupe nationale 1972. |
| B36 HB ÍF KÍ TB VBV                                                                    |

- B36 Tórshavn - Meistaradeildin
- HB Tórshavn - Meistaradeildin Tenant du Titre
- ÍF Fuglafjørður - Meistaradeildin
- KÍ Klaksvík - Meistaradeildin
- TB Tvøroyri - Meistaradeildin
- VB Vágur - Meistaradeildin

## Résultats

### Premier tour[2]
| Date           | Équipe 1     | Résultat | Équipe 2        |
| -------------- | ------------ | -------- | --------------- |
| 11 mai 1972    | VB Vágur     | 4-2ap    | ÍF Fuglafjørður |
| 11 mai 1972    | B36 Tórshavn | 1-0      | KÍ Klaksvík     |
| 2 juillet 1972 | HB Tórshavn  | 5-0      | TB Tvøroyri     |

### Demi-finale[3]
| Date              | Équipe 1     | Résultat | Équipe 2 |
| ----------------- | ------------ | -------- | -------- |
| 17 septembre 1972 | B36 Tórshavn | 0-0      | VB Vágur |

### Finale
| 24 septembre 1972 | HB Tórshavn | 6-1   | B36 Tórshavn | Gundadalur, Tórshavn |
|                   |             | (3-0) |              |                      |